# Conseil national de la sécurité des transports
Le Conseil national de la sécurité des transports (anglais : National Transportation Safety Board, NTSB) est une agence indépendante du gouvernement des États-Unis, qui est responsable des enquêtes sur les accidents aériens et sur certains types d'accident routiers, maritimes, ferroviaires et ceux concernant les pipelines (gazoducs et oléoducs) et de ruptures de pont. Sur demande, le NTSB peut aider les militaires et gouvernements étrangers à enquêter sur les accidents. Le NTSB est également chargé d'enquêter sur les cas de rejets de matières dangereuses qui se produisent pendant un transport. L'agence est basée à Washington. Elle a quatre bureaux régionaux situés à Anchorage (Alaska), à Denver (Colorado), à Ashburn (Virginie) et à Seattle (Washington). L'agence exploite également un centre national de formation dans ses installations d'Ashburn. Le NTSB rend publics les résultats de ses enquêtes.

## Histoire
Le NTSB est fondé le 1er avril 1967. Le NTSB dépendait du département des Transports des États-Unis (DOT) pour le financement et pour le support administratif. En 1974, avec le passage de l'Independent Safety Board Act (en), tous les liens d'organisation avec le DOT furent rompus. Le NTSB devient alors une agence complètement indépendante,.
Depuis sa création en 1967, le NTSB a enquêté sur plus de 153 000 accidents aériens et sur des milliers d'accidents ferroviaires et routiers,. C'est ainsi que le NTSB est devenu la première agence mondiale d'enquêtes sur les accidents. Joignables 24 heures sur 24, 365 jours par an, les enquêteurs du NTSB voyagent à travers le pays et le monde entier pour mener des enquêtes sur des accidents majeurs et établir des enregistrements sur les faits, ainsi que pour émettre des recommandations de sécurité.
Le NTSB a publié plus de 15 400 de ces recommandations pour tous les modes de transport et pour près de 2 500 destinataires,. Depuis 1990, le NTSB a mis en évidence certains problèmes dans une liste de priorités quant aux améliorations à entreprendre en matière de sécurité. Même si le NTSB ne régule ni l'équipement des transports, ni le personnel ou les opérations et qu'il n'a pas autorité pour enclencher des actions pour renforcer la sécurité, sa réputation en matière d'impartialité et de rigueur lui a permis de connaître un réel succès dans l'amélioration de la sécurité dans les transports. Ainsi, plus de 82 % de ses recommandations ont été acceptées par les agences en mesure d'imposer ces changements(p12).

## Organisation
Le bureau est composé de cinq administrateurs dont les cinq membres sont nommés par le président des États-Unis et confirmés par le Sénat pour un mandat de cinq ans. Trois des cinq membres au plus peuvent appartenir au même parti politique. L'un des cinq membres du bureau est nommé président du conseil d'administration par le président des États-Unis, puis approuvé par le Sénat pour une durée fixe de deux ans et un autre est désigné comme vice-président.
L'organisation est divisée en différents bureaux : sécurité routière, sécurité maritime, sécurité aéronautique, sécurité ferroviaire, recherche et développement, prévention et communication.
Depuis sa création, la mission première du NTSB est « de déterminer la cause probable des accidents et incidents de transport et de formuler des recommandations de sécurité pour améliorer la sécurité des transports ». Sur la base des résultats des enquêtes menées dans sa juridiction, le NTSB émet des recommandations formelles de sécurité aux agences et institutions ayant le pouvoir de mettre en œuvre ces recommandations. Le NTSB considère les recommandations de sécurité comme son principal outil de prévention des futurs accidents de transport civil. Cependant, il n'a pas le pouvoir d'appliquer ses recommandations de sécurité.

## Enquêtes sur les accidents et incidents

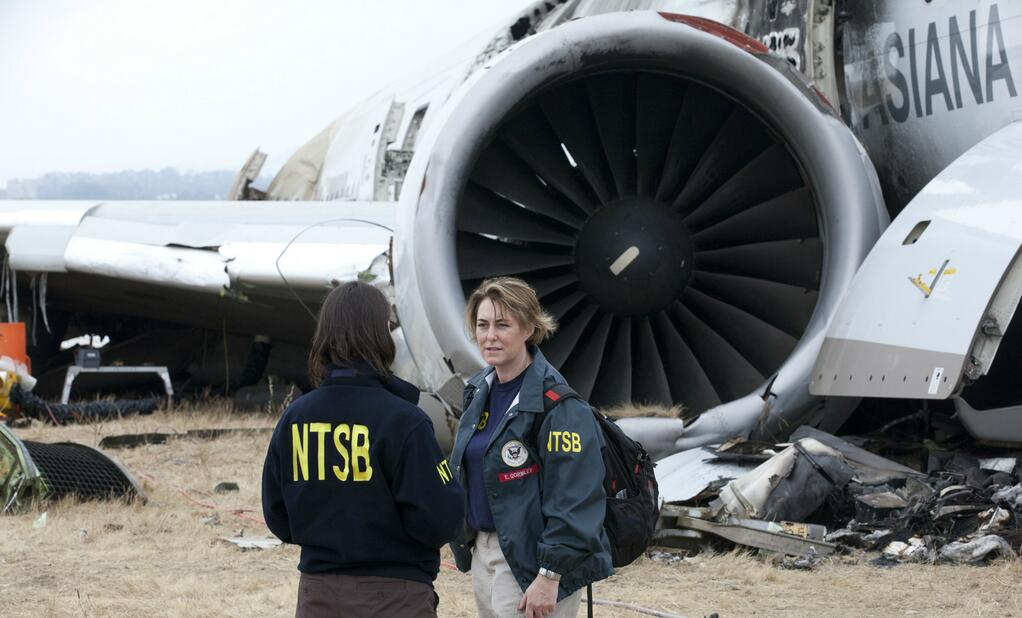
Des membres de la « Go Team » du NTSB, arrivés rapidement sur les lieux, après l'accident du vol Asiana Airlines 214 en 2013.

Une enquête sur un accident majeur aux États-Unis commence généralement par la création d'une « Go Team », composée de spécialistes des domaines liés à l'accident qui sont rapidement déployés sur le lieu des faits. La « Go Team » peut compter de trois à quatre personnes ou jusqu'à une douzaine, selon la nature de l'accident. À terme, il publiera un rapport final qui pourra inclure des recommandations de sécurité basées sur ses conclusions. Le NTSB n'a aucune autorité légale pour mettre en œuvre ou imposer ses recommandations, qui doivent être mises en œuvre par les régulateurs au niveau fédéral ou étatique ou par les sociétés de transport individuelles.

### Compétence en matière d'enquêtes

#### Aviation
Le NTSB a le pouvoir principal d'enquêter sur tous les accidents de l'aviation civile aux États-Unis. L'agence est également autorisée à mener des enquêtes sur des aéronefs civils et militaires « avec la participation des autorités militaires compétentes ».

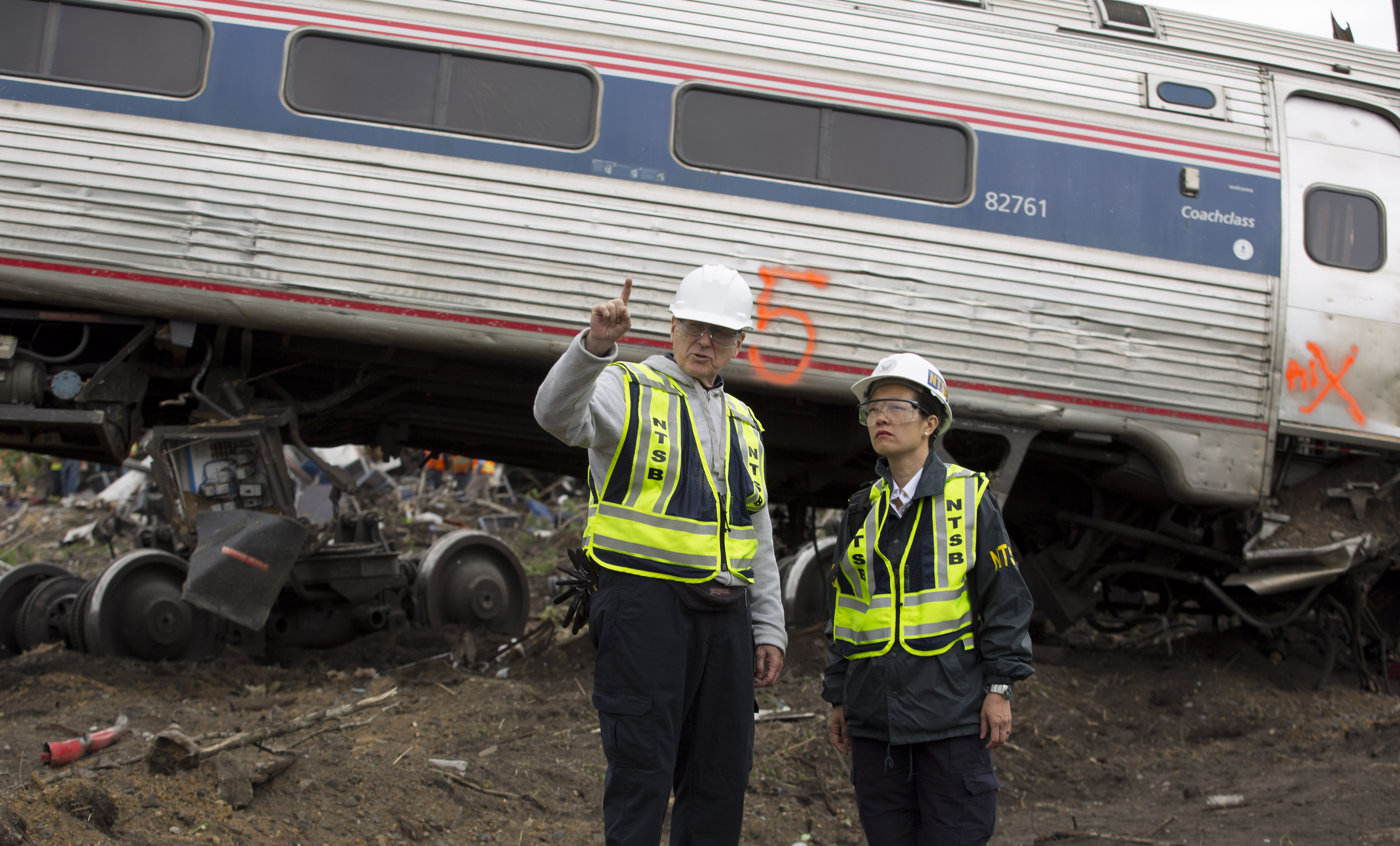
Des enquêteurs du NTSB lors de l'accident ferroviaire de Philadelphie en 2015.

#### Transport terrestre
Le NTSB est habilité à enquêter sur tous les accidents et incidents routiers, y compris les incidents aux passages à niveau, « en coopération avec l'État ». Le NTSB a juridiction principale sur les accidents et incidents ferroviaires qui entraînent la mort ou des dommages matériels importants, ou qui impliquent un train de voyageurs.

#### Marine
Pour les enquêtes maritimes, la compétence en matière d'enquêtes est partagée entre le NTSB et les gardes-côtes américaines. La répartition des compétences et des responsabilités en matière d'enquête est inscrite dans un protocole d'accord détaillé entre les deux organismes.

#### Pipeline
Le NTSB a juridiction principale sur les incidents de pipeline qui impliquent « un décès, des dommages matériels importants ou des dommages importants à l'environnement ».

#### Assistance aux enquêtes criminelles
Le NTSB a juridiction principale sur les enquêtes concernant le transport civil, mais pas sur les enquêtes criminelles. Si le procureur général déclare que l'affaire est liée à un acte criminel, le NTSB doit abandonner le contrôle de l'enquête et le transmettre au Federal Bureau of Investigation (FBI). Le NTSB peut toujours fournir un soutien technique au FBI dans ces enquêtes. Dans deux exemples très médiatisés, le NTSB a envoyé des enquêteurs connaissant les structures des aéronefs et les enregistreurs de vol pour aider l'enquête criminelle du FBI sur le meurtre-suicide du vol Pacific Southwest Airlines 1771 en 1987 et sur les attentats du 11 septembre 2001.

#### Assistance à d'autres agences nationales
En plus d'aider le ministère de la Justice dans les enquêtes criminelles, le NTSB a également aidé la National Aeronautics and Space Administration (NASA) dans ses enquêtes, notamment lors de l'accident de la navette spatiale Challenger en 1986, ainsi que lors de l'accident de la navette spatiale Columbia en 2003. Le NTSB fournit également une assistance sur demande à l'armée américaine dans ses enquêtes sur les incidents militaires dans le domaine d'expertise du NTSB, tels que l'écrasement d'un avion de transport de l'Air Force en ex-Yougoslavie en 1996.

#### Assistance aux gouvernements étrangers
Le NTSB peut aider dans des enquêtes concernant un incident ou accident survenant en dehors des États-Unis dans certaines circonstances. Il peut s'agir d'accidents ou d'incidents impliquant des aéronefs civils immatriculés ou détenus par des sociétés américaines ou des aéronefs avec des composants fabriqués aux États-Unis dans l'espace aérien étranger. Officiellement, il est interdit aux employés du NTSB de divulguer des informations sur l'enquête dans un autre pays. Le NTSB fournira également à l'occasion des conseils techniques aux commissions d'enquête sur les transports dans les pays qui n'ont pas l'équipement ou les techniciens spécialisés disponibles pour entreprendre tous les aspects d'une enquête complexe.

### Utilisation du «système des parties»
Afin de mener ses enquêtes, le NTSB fonctionne selon le « système des parties », qui utilise le soutien et la participation de représentants de l'industrie et des syndicats possédant une expertise spécifiquement utile à son enquête. Ces personnes ou organisations peuvent être invitées par le NTSB à devenir parties de l'enquête et à participer sous la supervision de l'agence(p4). Le NTSB a la discrétion sur les organisations auxquelles il permet de participer. Seules les personnes possédant une expertise technique pertinente sont autorisées à représenter une organisation dans une enquête, et les avocats et les enquêteurs d'assurance sont interdits par la loi de participer. Par exemple, si un employé d'un constructeur d'aéronefs a une connaissance technique sur le modèle d'avion en cause, il ou elle peut représenter le constructeur dans une enquête sur un accident de cet aéronef.
Le NTSB considère que le système des parties est crucial pour le processus d'enquête, car il permet à l'agence d'avoir accès à des personnes possédant une expertise spécialisée en rapport avec une enquête particulière. Cependant, l'utilisation du système des parties n'est pas sans controverse. Par exemple, le NTSB avait invité Boeing à participer en tant que partie à l'enquête sur l'écrasement du vol TWA 800, un Boeing 747 qui s'est écrasé au large des côtes américaines en 1996. Bien que le NTSB se soit appuyé sur le partage de l'expertise de Boeing, il a été plus tard déterminé que Boeing avait caché au NTSB une étude des versions militaires du 747 qui a étudié la combustion des vapeurs inflammables dans le réservoir de carburant central. Boeing avait précédemment déclaré au NTSB qu'il n'avait aucune étude prouvant ou infirmant la théorie de la combustion de vapeur. En réponse aux pressions politiques qui ont suivi l'incident de Boeing, le NTSB a chargé la Rand Corporation, une institution à but non lucrative, de mener une étude indépendante sur le processus d'enquête sur les accidents aériens du NTSB.
En 2000, Rand a publié son rapport, qui concluait que le système des parties est « un élément clé du processus d'enquête du NTSB » et que les parties participantes « sont les seules à pouvoir fournir des informations essentielles sur la conception et la fabrication des avions, sur les opérations des compagnies aériennes ou le fonctionnement de certains systèmes qui ne peuvent tout simplement pas être obtenues ailleurs »(p31). Cependant, Rand a également constaté que les conflits d'intérêts inhérents au système des parties « pouvaient, dans certains cas, menacer l'intégrité du processus d'enquête du NTSB »(p30). L'étude Rand a recommandé que le NTSB réduise sa dépendance à l'égard des représentants des parties et fasse davantage appel à des enquêteurs indépendants, notamment de la NASA, du ministère de la Défense, des laboratoires de recherche gouvernementaux et des universités(p32). Cependant, le NTSB n'a pas adopté ces recommandations et continue de s'appuyer sur le système des parties.

## Recommandations de sécurité

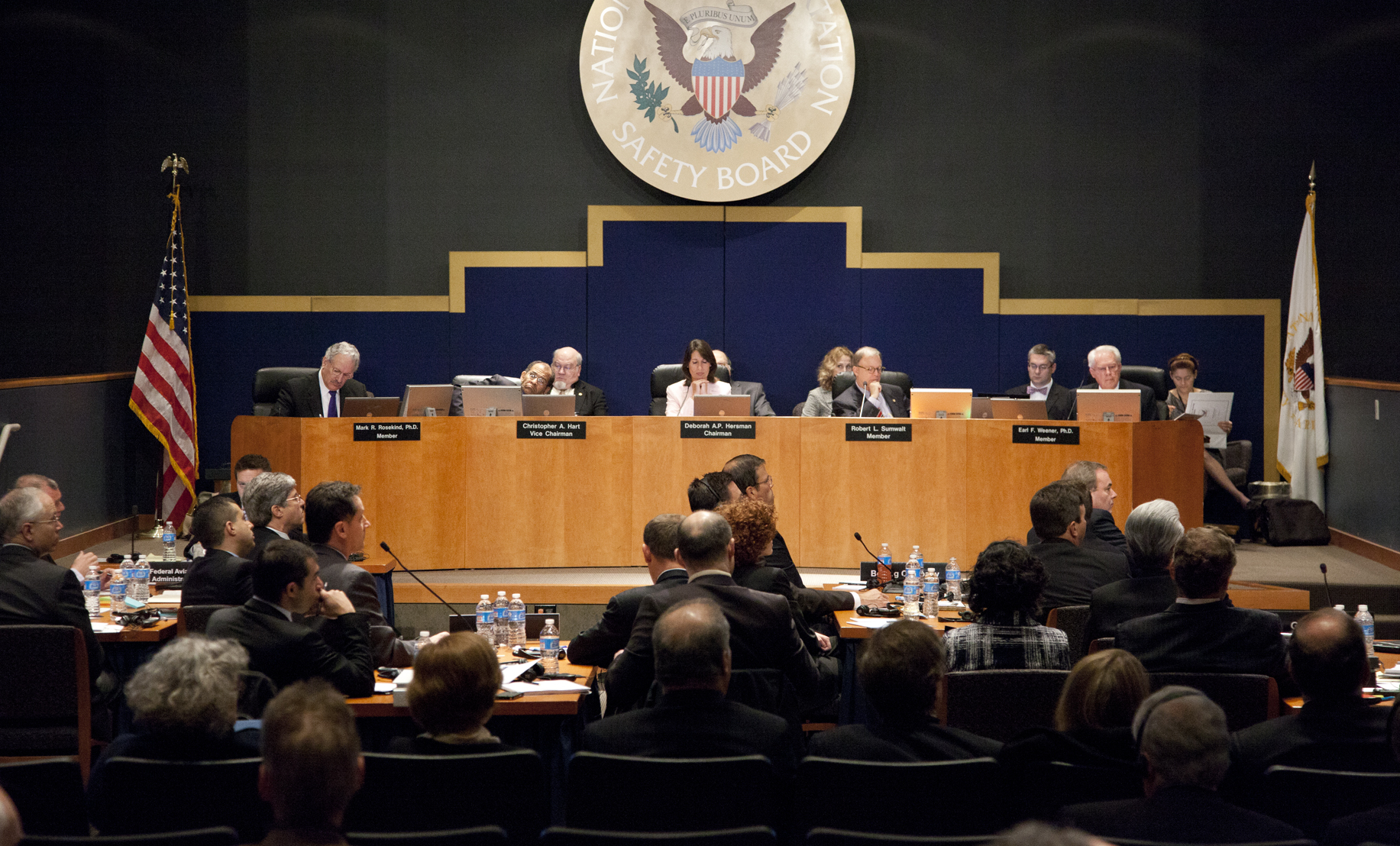
Audition du NTSB en 2013 sur les problèmes de batterie du Boeing 787 Dreamliner.

En 2020, le NTSB a émis plus de 15 000 recommandations de sécurité au cours de son histoire, dont plus de 82 % ont été adoptées en totalité ou en partie par les entités auxquelles elles étaient destinées. À partir de 1990, le NTSB publie chaque année une « Most Wanted List » qui met en évidence les recommandations de sécurité qui, selon le NTSB, apporteraient les avantages les plus importants - et parfois immédiats - au public voyageur.
Parmi les améliorations de la sécurité des transports apportées ou inspirées par les recommandations du NTSB, on peut noter :
Aviation

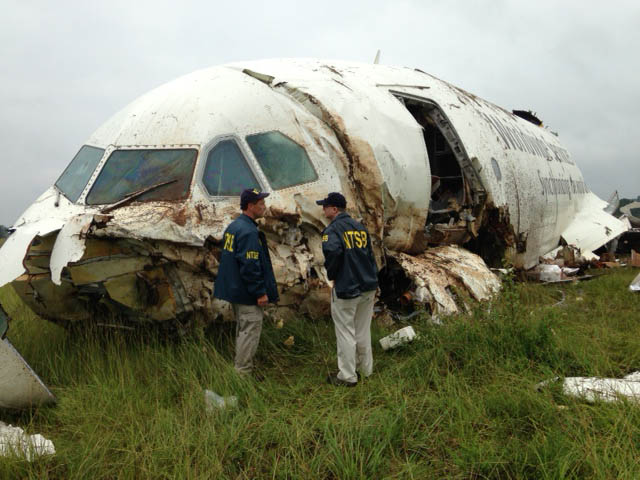
Des enquêteurs du NTSB sur la scène de l'accident du vol UPS Airlines 1354 en 2013.

Technologie d'évitement des collisions en vol (TCAS), systèmes d'avertissement de proximité du sol (GPWS), systèmes de détection et d'alerte de cisaillement du vent (windshear), détecteurs de fumée dans les toilettes et inertage du réservoir de carburant.
Autoroute
Lois graduées sur les permis de conduire pour les jeunes conducteurs, lois sur la consommation d'alcool à vingt-et-un ans, technologie intelligente des airbags, feux stop surélevés à l'arrière des véhicules, permis de conduire commercial et normes améliorées de construction des autobus scolaires.
Rail
Technologie anti-collision des trains, sorties de secours améliorées pour les voitures de voyageurs et attelages à plateau pour les wagons de marchandises dangereuses.
Marine

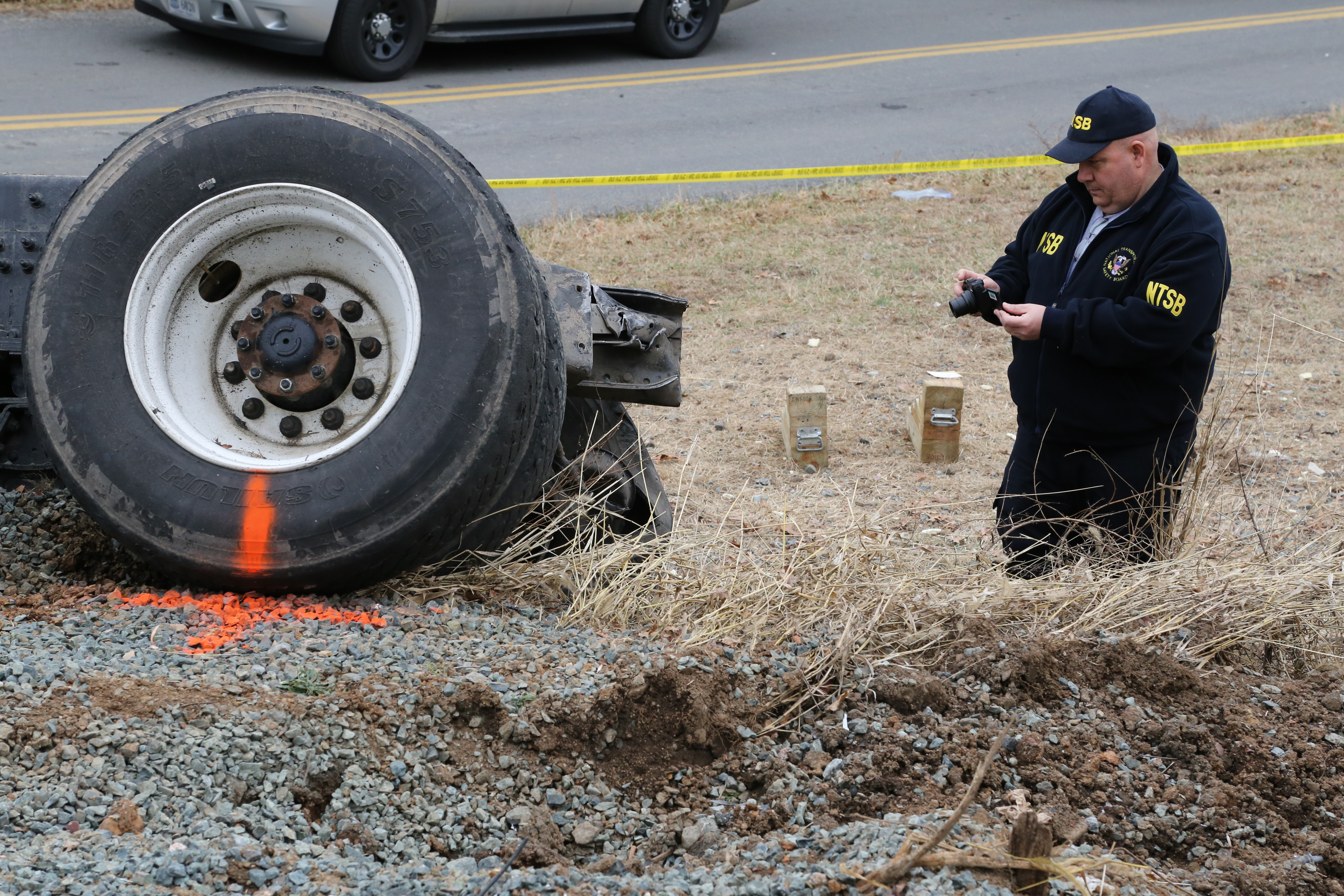
Un agent du NTSB sur les lieux d'un accident.

Sécurité de la navigation de plaisance, amélioration de la sécurité-incendie sur les navires de croisière et dispositifs de sauvetage sur les navires de pêche.
Pipeline
Protection contre les dommages dus à l'excavation, protection contre la corrosion des tuyaux et vannes d'arrêt à distance.
Multimodal
Dépistage de l'alcool et des drogues dans tous les modes de transport.

## Autres responsabilités

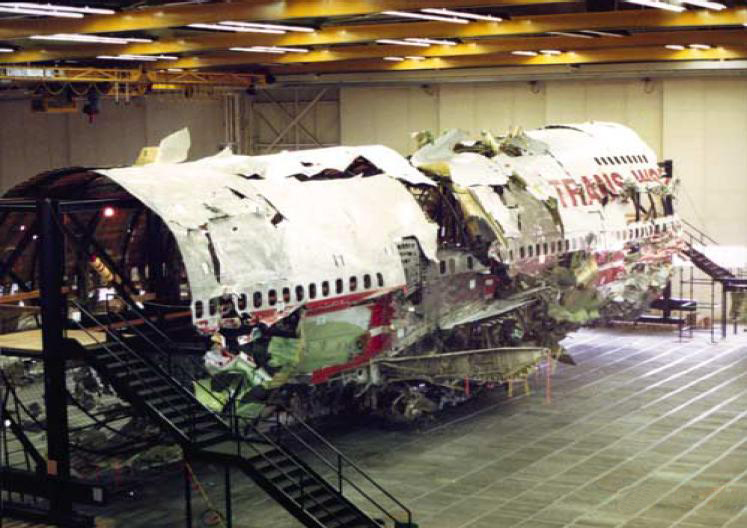
L'épave du vol TWA 800, reconstruite par le NTSB.

Une responsabilité peu connue du NTSB est qu'il sert de cour d'appel pour les aviateurs, les mécaniciens d'aéronefs, les compagnies aéronautiques certifiées et les marins dont la licence est suspendue ou révoquée par la FAA ou la garde côtière. Le NTSB emploie des juges de droit administratif qui entendent initialement tous les appels. Les décisions de l'agence peuvent être portées en appel devant le système judiciaire fédéral par la partie perdante, qu'il s'agisse de la personne ou de l'entreprise, d'une part, ou de la FAA ou de la garde côtière, d'autre part.
Le NTSB possède une académie de formation à Ashburn, en Virginie, où il organise des cours pour ses employés et professionnels dans d'autres organismes gouvernementaux, des gouvernements étrangers ou des entreprises privées, dans des domaines tels que les enquêtes générales sur les accidents, des éléments spécifiques des enquêtes comme les facteurs de survie ou les performances humaines, ou des questions connexes telles que les affaires familiales ou les relations avec les médias. L'installation abrite à des fins de formation la reconstruction de près de trente mètres du Boeing 747 du vol TWA 800, qui a été récupéré de l'océan Atlantique après son accident le 17 juillet 1996, à la suite d'une explosion du réservoir de carburant.